# Emperador Daizong de Tang
L'Emperador Daizong de Tang (xinès: 唐代宗) (727 - 779), va ser el vuitè emperador de la Dinastia Tang i va regnar entre el 762 i el 779. El seu regnat va estar especialment marcat pel creixement del poder dels eunucs dins la Cort.

## Biografia
Va néixer el 9 de gener de 727 al palau Shangyang, a Luoyang, la capital de l'estat a l'actual província de Henan. De nom personal Li Yu (李 豫) era el fill gran de Li Jun, l'emperador Suzong, i la seva mare era la concubina de Li Jun, la Consort Wu.
Abans de ser emperador Li Yu ja va tenir un paper important en les accions militars durant la Rebel·lió d'An Lushan, on va actuar com a general de l'exercit. Malgrat això després de la mort del seu pare va seguir una política contraria a aquest i va designar a militars insurgents com a governadors en les actuals províncies de Henan i Hubei. Aquesta política resultaria una estratègia desastrosa per a les generacions futures, ja que la resta d'emperadors Tang no van aconseguir eliminar aquests senyors de la guerra i el poder del govern central es va anar erosionant lentament.
Mentre Daizong estava a Luoyang poc després de conquerir Yan, les tropes de l'imperi Tibetà sota el comandament de Takdra Lukhong van ocupar Chang'an durant quinze dies instal·lant el príncep Li Chenghong com a emperador titella. L'any 765 Chang'an va ser assetjada per una aliança de l'Imperi Tibetà i el Kanat Uigur però els uigurs van trencar la seva aliança i Takdra Lukhong va ser derrotat per les forces aliades xineso-uigures dirigides per Guo Ziyi i va haver de retirar-se.
Durant el seu regnat va utilitzat quatre noms d'Era, segons els diferents períodes: Baoying (762-763), Guangde (763-764), YIngtai (765-766) i Dali (766-779).

### El poder dels eunucs
El poder dels eunucs dins la Cort imperial va adoptar una forma institucional permanent a partir del seu paper durant l'atac tibetà sobre Changàn l'any 763, quan un eunuc va ocupar el càrrec de comandant l'exèrcit central. Després de fugir de la capital, Daizong va ser alliberat per les forces sota el comandament de l'eunuc Yu Chaoen. Al retornar a la capital l'emperador va incorporar aquestes forces a la Guardia del Palau Imperial

### Daizong i la religió
Inicialment Daizong, havia afavorit el taoisme, però sota la influencia dels seus cancellers Yuan Zai, Wang Jin i Du Hongjian, va convertir-se en un seguidor del budisme, posició també afavorida per la creença que l'ajuda de Buda havia estat primordial en la derrota l'any 763 de la Rebel·lió Anshi ó Rebel·lió d'An Lushan. Com a resultat, les polítiques de l'emperador Daizong van començar a estar fortament influenciades pels principis budistes, i els temples a Chang'an es van enriquir i van rebre diversos favors per part de l'emperador, com que els monjos i les monges no fossin sotmeses a càstigs físics.
Va morir el 23 de maig de 779 i el va succeir Li Kuo amb el nom d'Emperador Dezong. La seva tomba es troba a el Mausoleu Qianling, comtat de Qian, a la província de Shaanxi.